# Verdun (Montreal)
Verdun ist eines von 19 Arrondissements der Stadt Montreal in der kanadischen Provinz Québec. Vor 2002 war es eine eigenständige Gemeinde. Im Jahr 2011 zählte der 9,7 km² große Stadtbezirk 66.158 Einwohner.

## Geographie
Verdun liegt im Südosten der Île de Montréal, am Ufer des Sankt-Lorenz-Stroms bei den Lachine-Stromschnellen und nahe dem Stadtzentrum. Zum Bezirk gehört auch eine vorgelagerte Insel, die drei Kilometer lange und ein Kilometer breite Île des Sœurs, die vom Hauptteil des Bezirks durch einen 300 Meter breiten Flussarm getrennt ist. Benachbarte Arrondissements der Stadt Montreal sind Le Sud-Ouest im Norden und Westen sowie LaSalle im Südwesten.

## Geschichte
Nach Montreal ist Verdun die älteste Siedlung auf der Île de Montréal. 1665 ließ Gouverneur Paul Chomedey de Maisonneuve in der Nähe der Stromschnellen die Festung Côte-des-Argoulets errichten, welche die Stadt Montreal vor Angriffen der Irokesen schützen sollte. Um die Festung entstand ein kleines Dorf namens Rivière-Saint-Pierre, benannt nach einem heute unterirdisch verlaufenden Bach. Das Dorf wurde 1875 eine eigenständige Gemeinde und nahm im darauf folgenden Jahr den Namen Verdun an. Diese Bezeichnung geht auf das Jahr 1671 zurück, als der Offizier Zacharie Dupuis ein Lehen in der Nähe erhielt. Dupuis nannte seinen Besitz Verdun, in Erinnerung an sein französisches Heimatdorf Saverdun (heute im Département Ariège gelegen). Aufgrund des starken Bevölkerungswachstums erlangte die Gemeinde 1907 den Stadtstatus.
Die Île des Sœurs hieß ursprünglich Île Saint-Paul, benannt nach Paul Chomedey de Maisonneuve. Der heutige Name erschien erstmals Mitte des 19. Jahrhunderts, damals noch in der englischen Form Nuns' Island (Insel der Nonnen), und setzte sich um 1950 endgültig durch. Diese Bezeichnung ist ein Hinweis auf die Congrégation de Notre-Dame de Montréal, eine von Marguerite Bourgeoys gegründete Ordensgemeinschaft, die ab 1706 im Besitz eines Teils der Insel war. 1899 wurde die Gemeinde L’Île-Saint-Paul gegründet, die 1956 mit Verdun fusionierte. Am 1. Januar 2002 fusionierte Verdun mit Montreal und bildet seither ein Arrondissement.

## Bevölkerung
Gemäß der Volkszählung 2011 zählte Verdun 66.158 Einwohner, was einer Bevölkerungsdichte von 6820 Einwohnern/km² entspricht. Von den Befragten gaben 62,4 % Französisch und 16,8 % Englisch als Muttersprache an. Weitere bedeutende Sprachen sind unter anderem Chinesisch (4,0 %), Spanisch (4,3 %) und Arabisch (2,5 %).

## Sehenswürdigkeiten

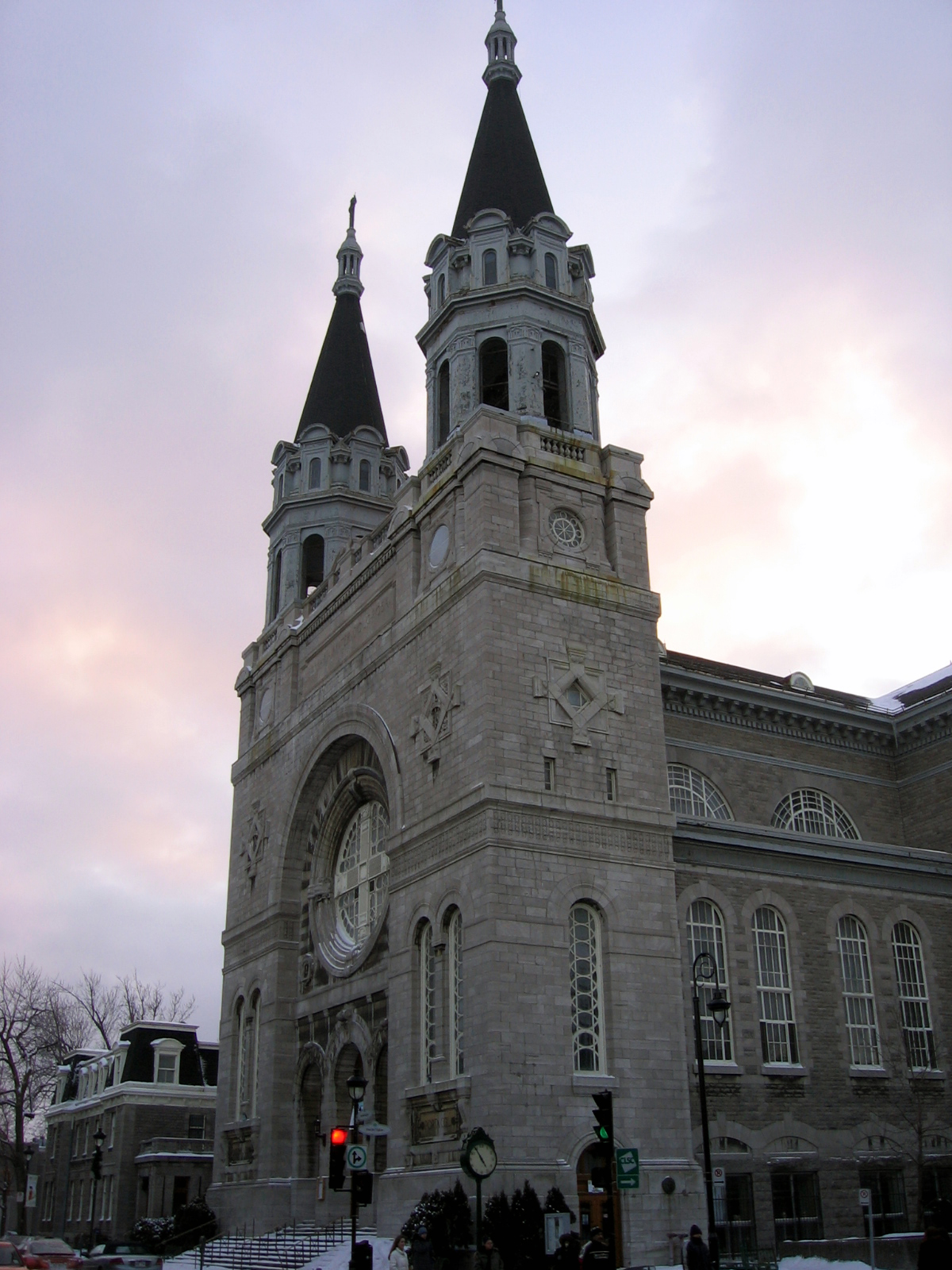
Kirche Notre-Dame-des-Sept-Douleurs

- Kirche Notre-Dame-des-Sept-Douleurs
- Pont Champlain
- Canal de l’Aqueduc

## Persönlichkeiten
- Martin Bergeron (* 1968), Eishockeyspieler
- Scotty Bowman (* 1933), Eishockeyspieler
- Éric Charron (* 1970), Eishockeyspieler
- Guy Charron (* 1949), Eishockeyspieler
- Ed Courtenay (* 1968), Eishockeyspieler
- Maynard Ferguson (1928–2006), Jazzmusiker
- Denis Juneau (1925–2014), Maler
- Rick Martin (1951–2011), Eishockeyspieler
- Lise Payette (* 1931), Politikerin und Autorin
- Dorothea Rockburne (* 1934), Malerin
- Dollard St. Laurent (1929–2015), Eishockeyspieler